# پنتتین
پنتتین (به انگلیسی: Pantethine) با فرمول شیمیایی C۲۲H۴۲N۴O۸S۲ یک ترکیب شیمیایی با شناسه پاب‌کم ۴۶۷۷ است. که جرم مولی آن ۵۵۴٫۷۲۳ g/mol می‌باشد. 